# Rareș Cucui
Rareș Cucui (n. 30 octombrie 1993, Târnăveni, România) este un fotbalist român aflat sub contract cu U Cluj.

## Legături externe
- Rareș Cucui la transfermarkt.ro